# Крижанівський Ігор Миколайович
Ігор Миколайович Крижанівський (* 23 серпня 1989) — колишній український футболіст, захисник.